# Warmenau (Wolfsburg)
Warmenau ist ein Stadtteil der Stadt Wolfsburg in Niedersachsen (Deutschland). Er liegt in der geschichtlichen Landschaft des Vorsfelder Werders.

## Geographie
Warmenau liegt am westlichen Rand der historischen Landschaft des Vorsfelder Werders. Der Werder, ein eiszeitlicher Geestrücken, fällt hier ab zum Tal der Kleinen Aller. Sie fließt westlich von Warmenau in Nord-Süd-Richtung, kurz vor ihrer Mündung in die Aller, die südlich von Warmenau von Ost nach West fließt.
Der Ort hat im Ortskern seine ursprüngliche Dorfform als Rundling erhalten. Über den Rundling hinaus dehnte sich die Ortschaft zunächst entlang der Celler Heerstraße (ehemalige B 188) aus. Neubaugebiete befinden sich vor allem im Nordwesten und Osten. Nordwestlich und östlich der Neubaugebiete befinden sich große Gewerbegebiete mit Bezug zum Volkswagenwerk, das nur rund einen Kilometer südlich liegt.

## Geschichte
Gegen Ende der Bronzezeit etwa 700 v. Chr. bestand östlich des heutigen Ortes im Hochuferbereich der Aller eine Siedlung, die vermutlich rund 700 Jahre existierte. Sie wurde 2018 vor dem Bau eines Lagergebäudes entdeckt und archäologisch untersucht.
Auf die Eisenzeit um 500 v. Chr. werden Urnengräber datiert, die auf einem Acker bei Warmenau gefunden wurden.
Im Jahre 1309 wurde der Vorsfelder Werder mit einer Anzahl ungenannter Dörfer erwähnt. 1505 und um 1510 wurde Warmenau als Warmenauwe bzw. Warmenawe in Dokumenten der von Bartensleben erstmals urkundlich erwähnt, die bis 1742 Besitzer des Vorsfelder Werders waren. Ein Ortsplan von 1759, die Charte von der in dem Amt Vorsfelde belegenen Feldmark Warmenau, gemessen von Carl Christoph Wilhelm Fleischer 1759, befindet sich im Niedersächsischen Landesarchiv (Standort Wolfenbüttel). Diese Karte zeigt Warmenau als Sackgassendorf, das als Rundling mit 19 Anwesen im Wiesenland der Allerniederung südlich der Celler Heerstraße bestand.
Um 1800 gehörte Warmenau zum Amt Vorsfelde im Fürstentum Braunschweig-Wolfenbüttel. In der Franzosenzeit kam Kästorf zum Kanton Vorsfelde im Distrikt Helmstedt, im Departement der Oker des Königreiches Westphalen.
1928 wurde die Ortsfeuerwehr Warmenau gegründet, seit 1966 hat Warmenau auch eine Jugendfeuerwehr.

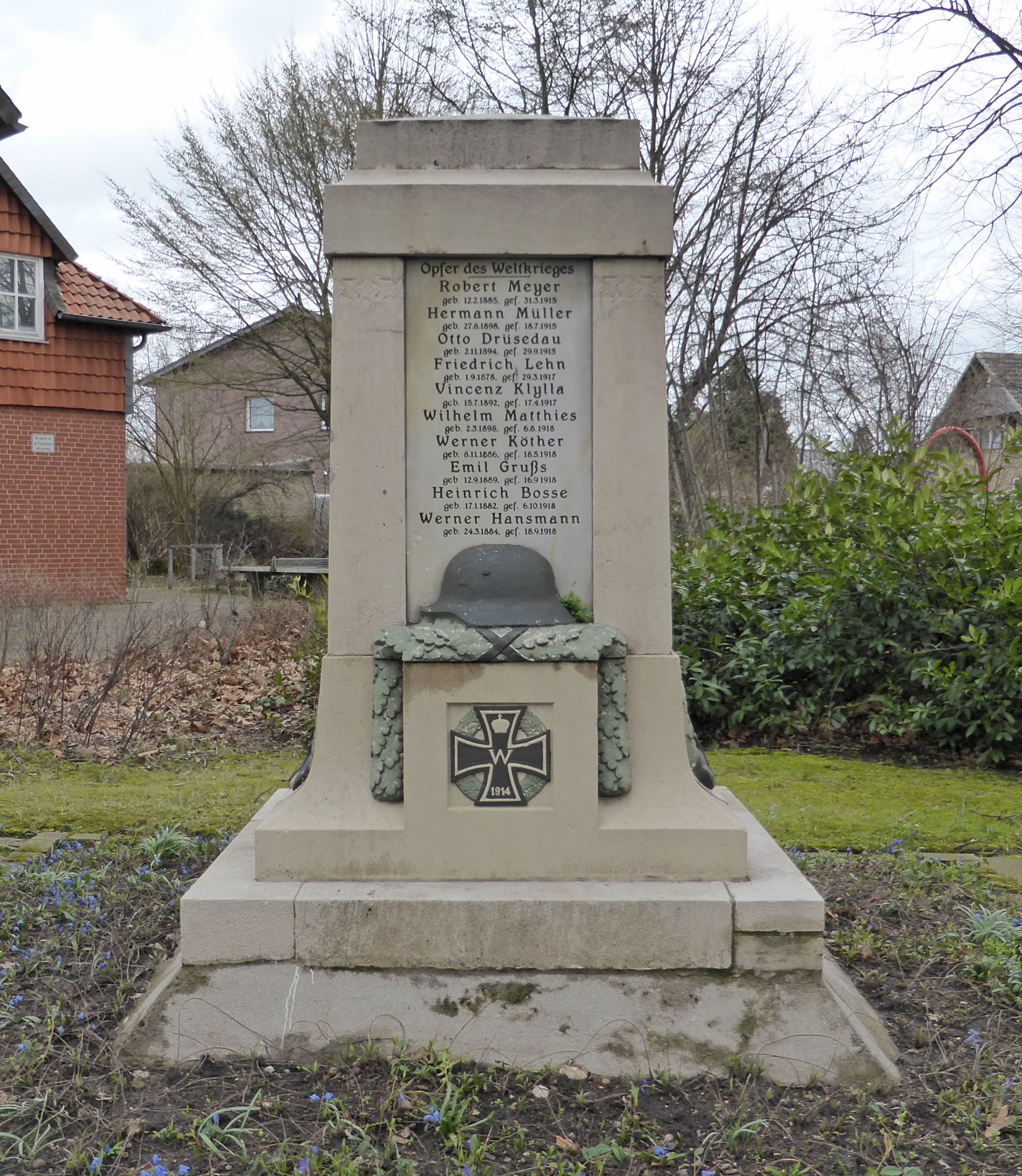
Kriegerdenkmal

Im Zuge der Errichtung des Volkswagenwerkes wurde am 2. August 1938 die Gemeinde Warmenau mit der 7. Verordnung über Wohnsiedlungsgebiete zum Wohnsiedlungsgebiet erklärt, was jedoch aufgrund des bald beginnenden Zweiten Weltkriegs und den damit verbundenen Einschränkungen im Wohnungsbau zunächst kaum praktische Bedeutung erlangte.
Infolge der Flucht und Vertreibung Deutscher aus Mittel- und Osteuropa von 1945 bis 1950 hatte sich die Einwohnerzahl von Warmenau von 258 (1939) auf 471 (1950) vergrößert, davon waren 1950 198 Heimatvertriebene. Warmenau gehörte als selbstständige Gemeinde zum Landkreis Helmstedt, ehe es im Rahmen des Wolfsburg-Gesetzes am 1. Juli 1972 nach Wolfsburg eingemeindet wurde. 1972 wurde auch die Schule geschlossen. 2001 wurde eine neue Friedhofskapelle als Ersatz für den Vorgängerbau eingeweiht. 2003 wurde nördlich des alten Dorfkerns das Dorfgemeinschaftshaus erbaut.

### Einwohner
| Jahr      | 1821 | 1849 | 1871 | 1905 | 1910 | 1925 | 1939 | 1950 | 1956 | 2011 | 2015 | 2017 | 2019 |
| --------- | ---- | ---- | ---- | ---- | ---- | ---- | ---- | ---- | ---- | ---- | ---- | ---- | ---- |
| Einwohner | 154  | 172  | 207  | 256  | 237  | 240  | 258  | 471  | 345  | 473  | 493  | 465  | 472  |

## Politik

### Wappen
Das vom Heraldiker Arnold Rabbow entworfene Warmenauer Wappen wurde am 10. Februar 1978 vom Ortsrat Brackstedt-Velstove-Warmenau angenommen. Es deutet den Ortsnamen als „warme Aue“ und stellt auf weißem Grund eine strahlende rote Sonne über grünen Kleeblättern dar.

### Ortsrat
Der Stadtteil Warmenau gehört zur Ortschaft Brackstedt-Velstove-Warmenau und wird durch einen Ortsrat vertreten. Ortsbürgermeisterin ist seit 2006 Angelika Jahns (CDU), die auch dem Niedersächsischen Landtag angehört.

## Kultur und Sehenswürdigkeiten

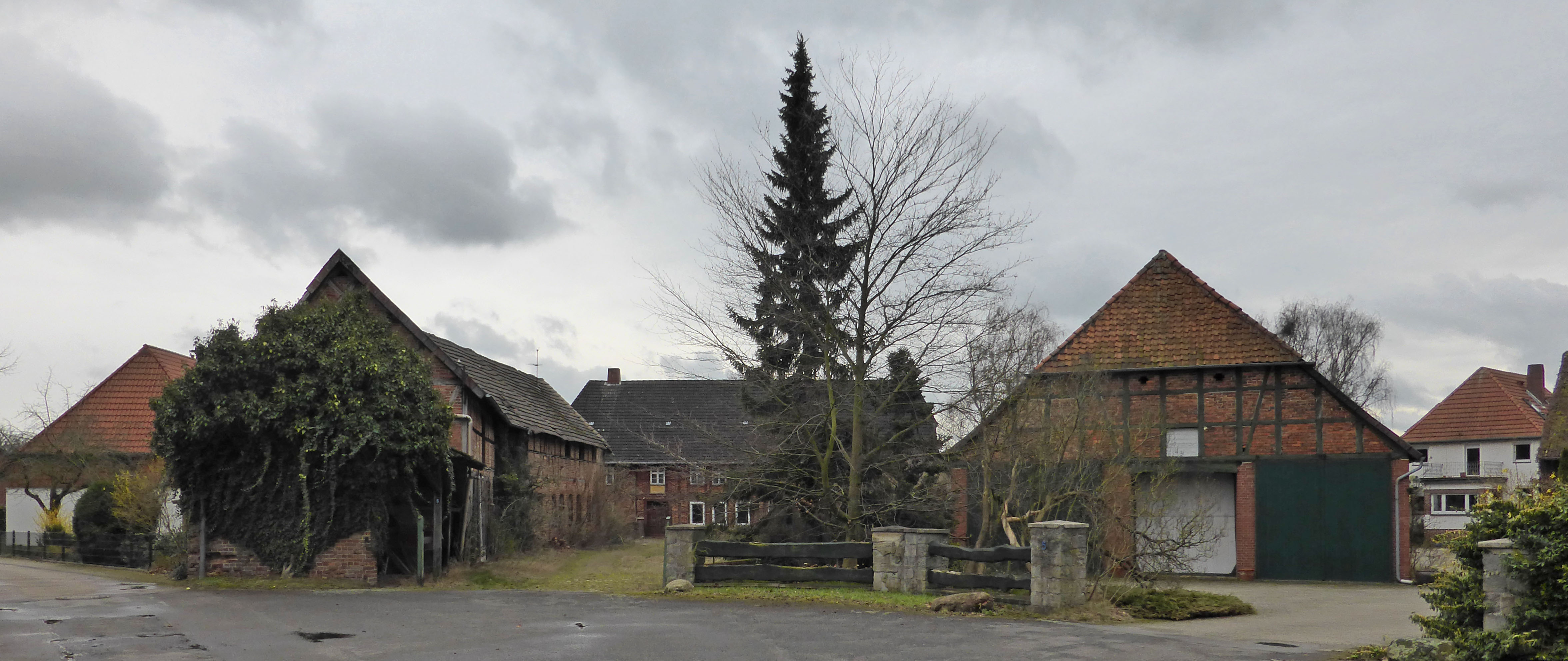
Rundling (Teilansicht)

### Bauwerke
Im Ortskern von Warmenau befinden sich einige historische Fachwerkhäuser. Ein Gedenkstein, der aus einem Findling gefertigt wurde, soll an den Befreiungskrieg 1813 und den Sieg gegen Napoleon in der Völkerschlacht bei Leipzig am 18. Oktober 1813 erinnern. Das Kriegerdenkmal neben dem ehemaligen Schulgebäude erinnert an die Gefallenen und Vermissten der beiden Weltkriege.
Der Romantik Park Landleben mit Hallenhäusern wurde 2007 als Gehrmanns Landleben eröffnet und bereits 2008 wegen Unwirtschaftlichkeit geschlossen. 2009 wurde die Anlage wieder geöffnet und wurde 2012 insolvent.

### Religionen
Die evangelisch-lutherischen Einwohner gehören zum Pfarrverband Brackstedt-Kästorf-Velstove-Warmenau. In Kästorf befindet sich die zuständige Johanneskirche. Zuvor war Warmenau zur St.-Petrus-Kirche in Vorsfelde eingepfarrt. Der Friedhof in Warmenau befindet sich in Verwaltung der evangelischen Kirche, 2001 wurde dort eine Friedhofskapelle errichtet, in der auch jährlich einige Gottesdienste für die Kirchengemeinde stattfinden.
Die katholischen Einwohner gehören zur Pfarrgemeinde St. Christophorus mit Kirche St. Bernward im nähergelegenen Stadtteil Alt-Wolfsburg.

### Flora und Fauna

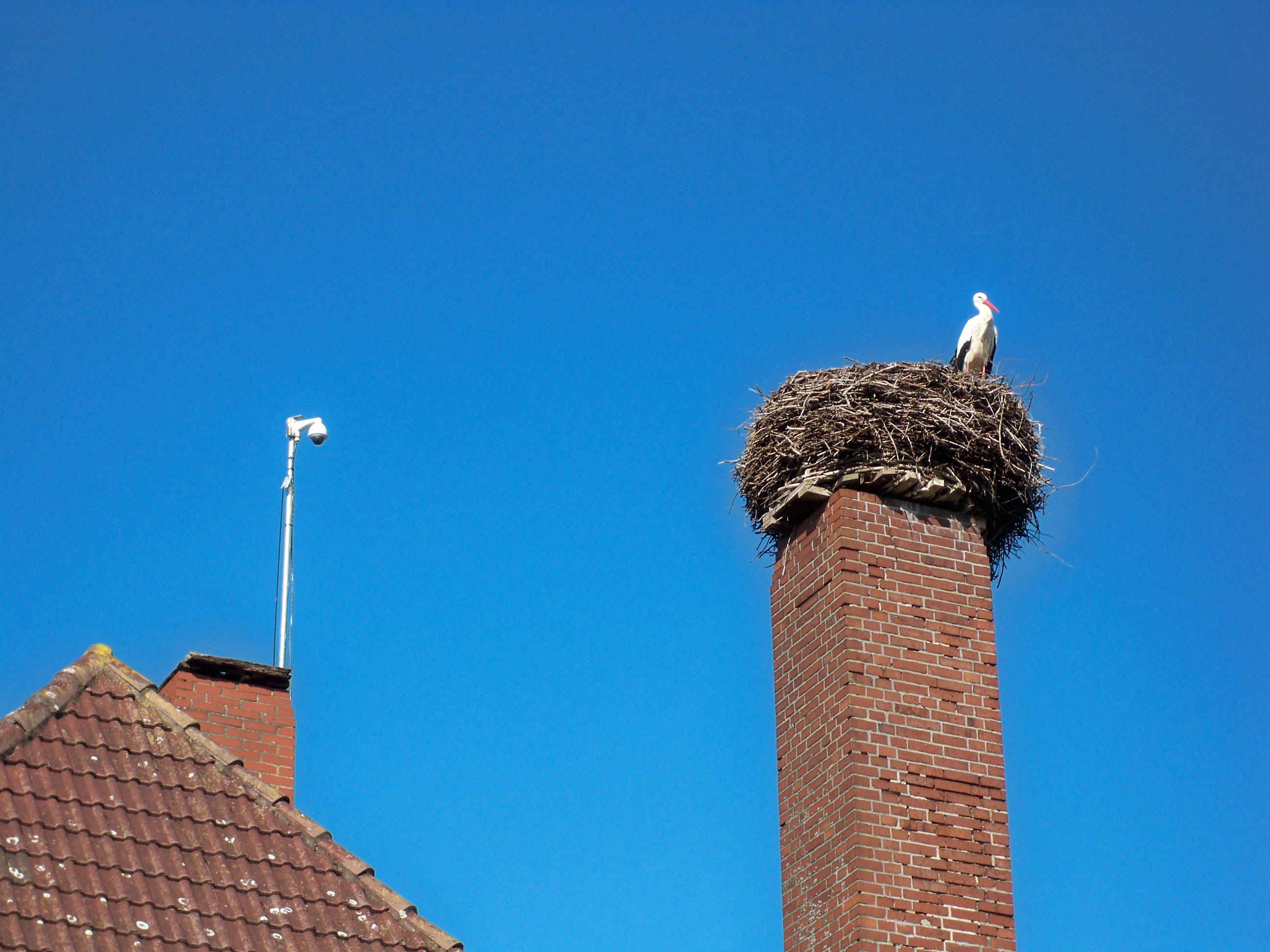
Storchennest mit Webcam

In Warmenau brüten regelmäßig Weißstörche auf dem Schornstein der ehemaligen Bäckerei. Das Brutgeschäft kann per Webcam im Internet verfolgt werden.

### Vereine
Die 1928 gegründete Ortsfeuerwehr Warmenau besteht als Freiwillige Feuerwehr und wurde 1966 um eine Jugendfeuerwehr ergänzt. In Warmenau bestehen ferner die Junge Gesellschaft Warmenau e. V., der Sportverein SSV Kästorf/Warmenau e. V. von 1946., der TuS Warmenau e. V., der 1967 gegründete Gymnastikverein Warmenau e. V. und die 1892 gegründete Kyffhäuser-Kameradschaft Warmenau e. V.

## Wirtschaft und Infrastruktur

### Unternehmen

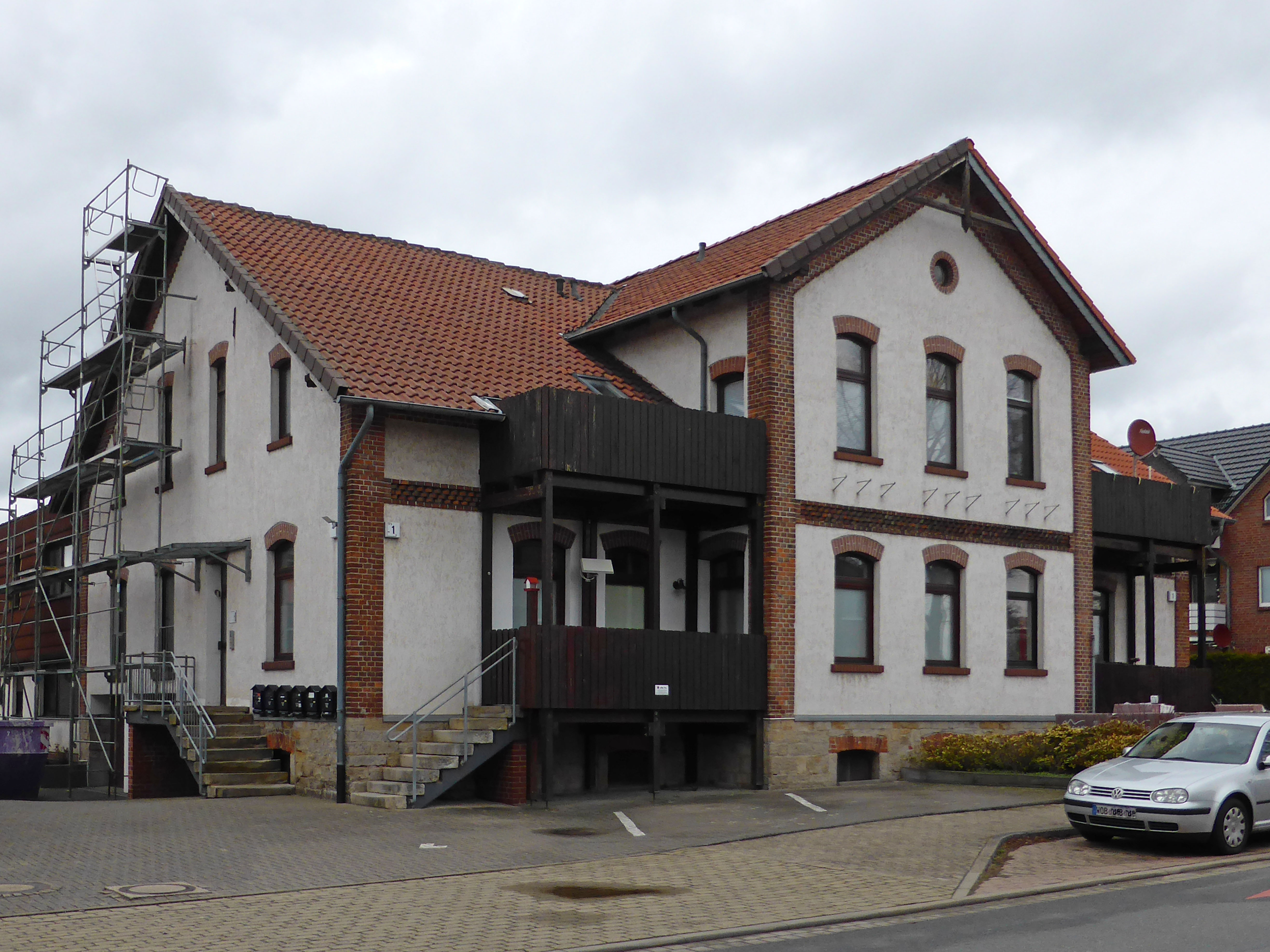
Ehemalige Molkerei

In Warmenau sind zwei große Speditionen ansässig, darunter die Ceva Logistics, die als Logistik-Dienstleister für die Volkswagen AG tätig sind. Die Volkswagen R GmbH hat ihren Hauptsitz in Warmenau. Weitere Unternehmen aus dem Bereich der Volkswagen AG mit Niederlassungen in Warmenau sind das 2013 eröffnete TE-Logistikzentrum, die Volkswagen Zubehör GmbH und die Carmeq GmbH. Die Dienstleister- und Zulieferunternehmen Computacenter, EDAG Engineering GmbH, G.I.N. Gesellschaft für industrielle Netzwerke mbH und die Prevent-Gruppe unterhalten Niederlassungen in Warmenau. Der heutige Abholgroßmarkt METRO GASTRO ging aus C+C Schaper hervor. Ansässige Handwerksbetriebe sind eine Schlosserei, ein Sanitärinstallateur, eine Autowerkstatt und ein Orthopädieschuhmacher.
Die Molkerei gehörte zur Molkerei-Genossenschaft Warmenau eGmbH. Der 1892 gegründete Betrieb wurde 1960 geschlossen. Im Jahre 1954 verarbeitete das Unternehmen noch über 3,3 Millionen Kilogramm Milch. Zum Einzugsgebiet der Molkerei gehörten neben Warmenau auch Jembke, Osloß, Tappenbeck und Weyhausen.
Die Poststelle II („Warmenau“, später „Wolfsburg 17“) war dem Hauptpostamt Vorsfelde unterstellt. Nach ihrer Schließung war in dem Gebäude ein Kiosk ansässig. Auch die beiden Gaststätten Zur Linde und Zur schönen Aussicht wurden geschlossen, ebenso die beiden Gemischtwarenläden Bartels und Thiele und die Bäckerei Schwenke, so dass heute keine Einkaufsmöglichkeit des täglichen Bedarfs mehr in Warmenau vorhanden ist.

### Straßenverkehr

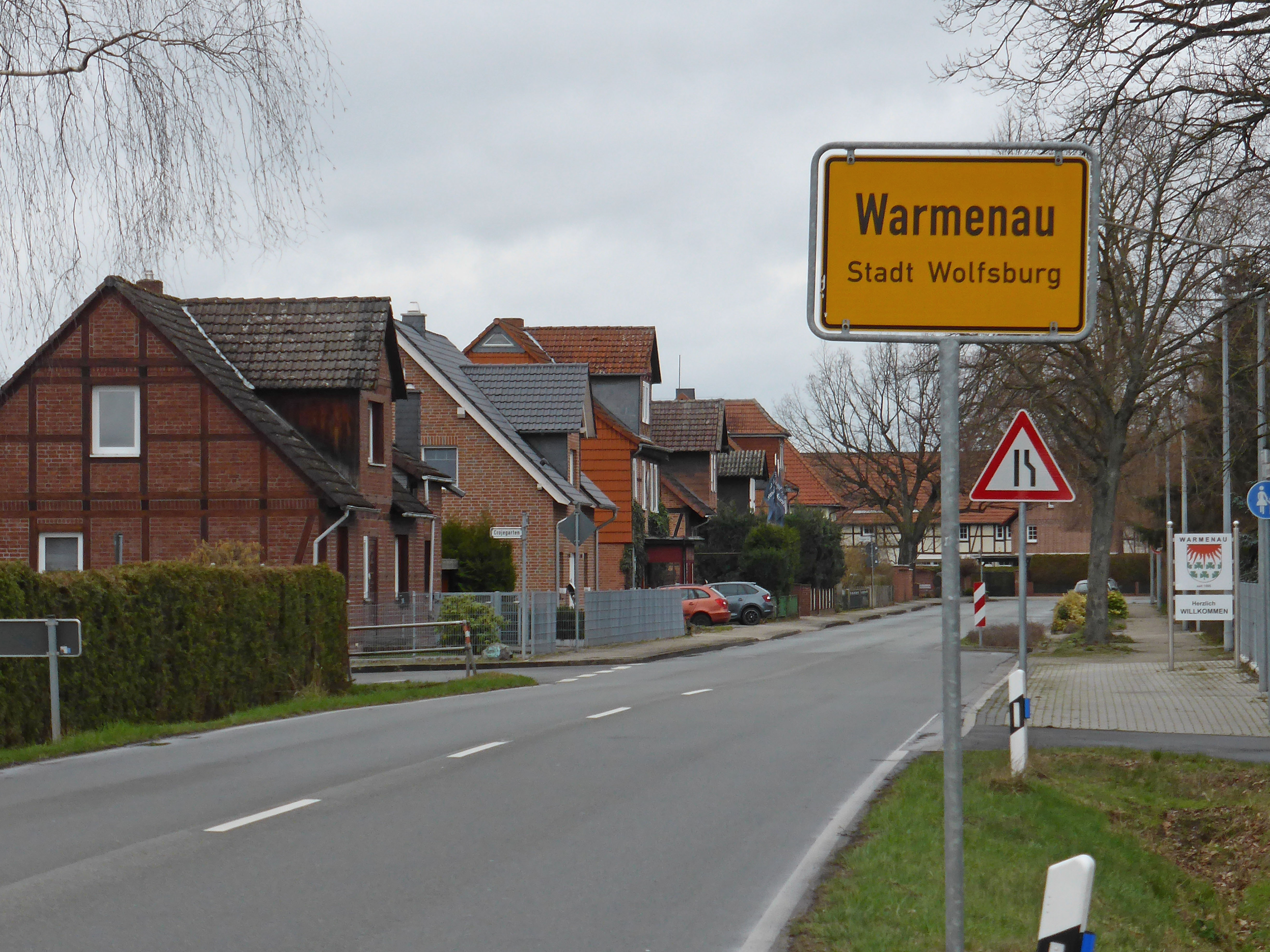
Ortseingang

Warmenau liegt an der Kreisstraße 46 von Kästorf bis zur B 188 bei Weyhausen. Eine weitere Kreisstraße (K31) führt von Warmenau nach Brackstedt. Um 1994 wurde eine nördliche Umgehungsstraße erbaut und damit die B 188 aus dem Dorf heraus verlegt, dadurch wurde der Ort stark vom Durchgangsverkehr entlastet. Die A 39 verläuft etwa einen Kilometer westlich von Warmenau in Nord-Süd-Richtung, von ihr ist Warmenau über die Anschlussstelle Weyhausen erreichbar.
Die Buslinie 170 der Verkehrsgesellschaft Landkreis Gifhorn führt in östlicher Richtung über Kästorf zum Wolfsburger Hauptbahnhof und in westlicher Richtung über Weyhausen, Osloß, Dannenbüttel und Neuhaus zum Bahnhof Gifhorn Stadt.
Die Niedersächsische Mühlenstraße führt durch Warmenau, ohne dass in Warmenau eine Mühle vorhanden wäre. Die nächstliegenden Mühlen sind die Brackstedter Mühle in Brackstedt sowie die Bockwindmühle Schradersche Mühle in Kreuzheide.

### Öffentliche Einrichtungen

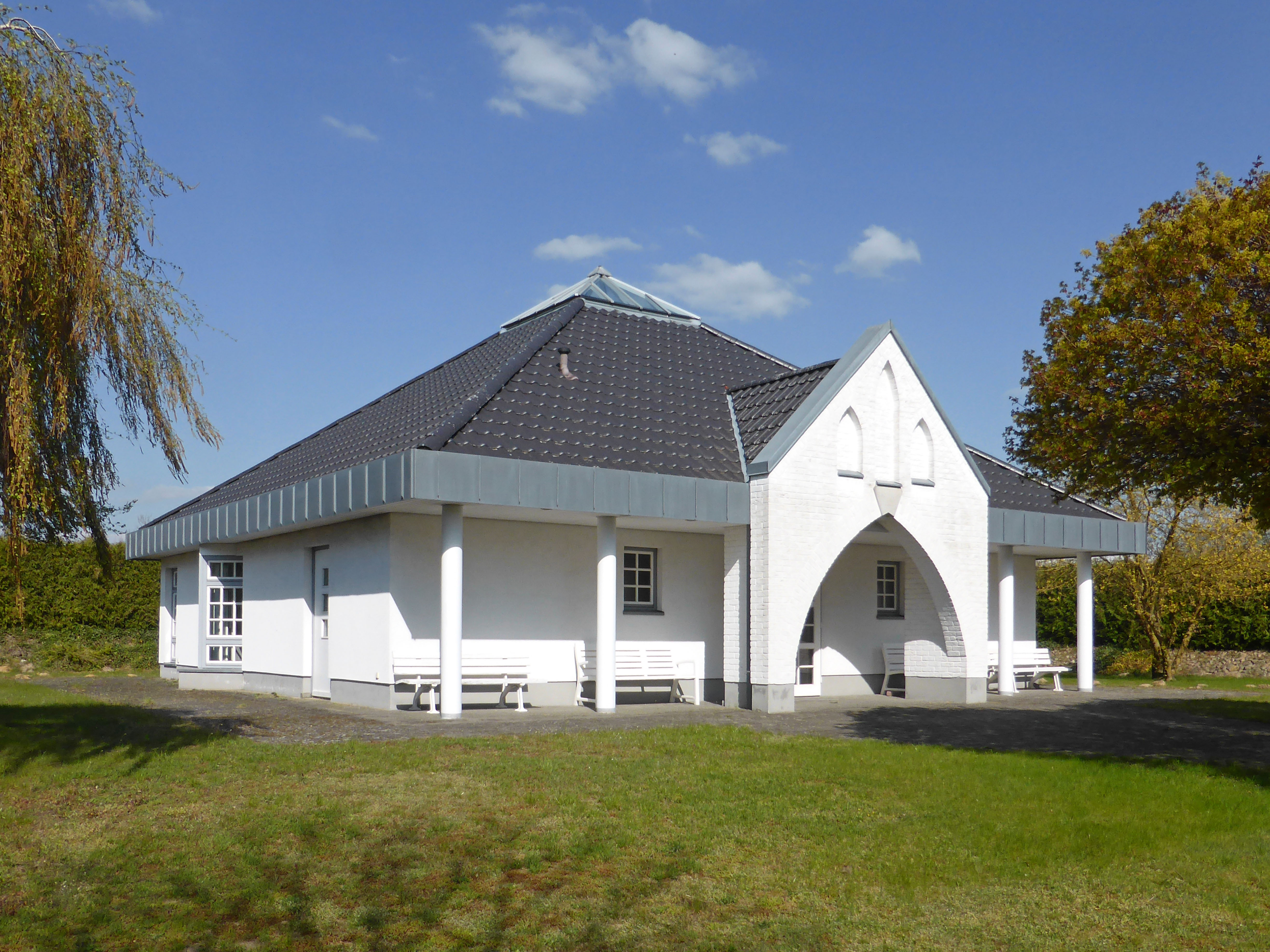
Friedhofskapelle

In Warmenau bestehen eine Sprechstelle der Stadt Wolfsburg, ein Dorfgemeinschaftshaus, ein Feuerwehrhaus, eine Haltestelle für die Fahrbibliothek, ein kleiner Sportplatz und ein Friedhof mit einem freistehenden Glockenturm, der eine 2003 gegossene Glocke enthält, und einer 2000/2001 erbauten Kapelle.